# ドナルド・トゥルーラー
ドナルド・ジーン・トゥルーラー（Donald Gene Truhlar、1944年2月27日- ）は、アメリカ合衆国の科学者である。量子力学と化学動力学に重点を置いて理論化学、計算化学、化学物理学分野の研究を行っている。

## 教育と研究
トゥルーラーは1965年にセント・メアリーズ大学ミネソタからB.A.、1970年にカリフォルニア工科大学からPh.D.（指導教員はアロン・クッパーマン）を授与された。1969年から現在までミネソタ大学の教員である。

## 重要な業績
トゥルーラーは、化学反応の理論化学的動力学; 化学反応と分子エネルギー転移の量子力学的散乱理論; 電子散乱; 理論反応速度論と化学動力学; ポテンシャルエネルギー曲面と分子相互作用; 経路積分; 変分型遷移状態理論; 化学構造、反応速度、電子的非断熱過程、および溶媒和効果についての電子構造理論の使用; 光化学; 燃焼化学; 均一、不均一、および酵素触媒; 大気および環境化学; 医薬品設計; ナノ粒子構造およびエネルギー論; 密度汎関数理論（ミネソタ汎関数など）に関する業績で知られる。

## 栄誉・受賞歴
トゥルーラーは、国際量子分子科学アカデミー（2006年）、米国科学アカデミー（2009年）、アメリカ芸術科学アカデミー（2015年）の会員に選出されている。2015年に中国化学会（中華人民共和国）のフェローになった。その他に、アメリカ科学振興協会（1986年）、アメリカ化学会（2009年）、アメリカ物理学会（1986年）、王立化学会（2009年）、World Association of Theoretical and Computational Chemists（2006年）のフェローに名を連ねた。バテル記念研究所（1973年）、宇宙物理学研究所連合の客員フェロー、アルフレッド・P・スローン財団研究フェロー（1973年）に任命された。
トゥルーラーは米国化学会誌の編集委員（1984年 - 2016年）、Theoretical Chemistry Accounts（元Theoretica Chimica Acta）の編集者、編集主幹、編集委員、編集顧問長（1985年 - 現在）、Computer Physics Communicationsの分野編集責任（1986年 - 2015年）を務めている。
これまでに以下の賞などを受賞している。
- NSF Creativity Award (1993)
- the ACS Award for Computers in Chemical and Pharmaceutical Research (2000)
- the Minnesota Award (2003) ("for outstanding contributions to the chemical sciences")
- the National Academy of Sciences Award for Scientific Reviewing (2004)
- シュレーディンガー・メダル(2004)
- ピーター・デバイ賞(2006)
- the Lise Meitner Lectureship Award (2006)
- the Schrödinger Medal of The World Association of Theoretical and Computational Chemists (2006)
- the Dudley R. Herschbach Award for Research in Molecular Collision Dynamics (2009)
- Doctor honoris causa of Technical University of Lodz, Poland, (2010)
- the Royal Society of Chemistry Chemical Dynamics Award (2012)
- the APS Earle K. Plyler Prize for Molecular Spectroscopy and Dynamics (2015)
- the 2019 ACS Award in Theoretical Chemistry (2018)